# Phreatia pumilio
Phreatia pumilio är en orkidéart som beskrevs av Rudolf Schlechter. Phreatia pumilio ingår i släktet Phreatia och familjen orkidéer. Inga underarter finns listade i Catalogue of Life.